# Conférence de Vienne (1er août 1917)
Vous lisez un « bon article » labellisé en 2018.
Pour les articles homonymes, voir Conférence de Vienne.
La conférence de Vienne du 1er août 1917 est une conférence gouvernementale germano-austro-hongroise destinée à régir les modalités de partage des conquêtes européennes de la quadruplice, dans un contexte de rivalités et de divergences de plus en plus accentuées entre le Reich impérial et la double monarchie. Réunie alors que la double monarchie sombre dans une crise de laquelle elle se montre incapable de sortir jusqu'à son dénouement durant l'automne 1918, la rencontre de Vienne constitue une nouvelle occasion pour les envoyés allemands de réaffirmer le poids du Reich dans la direction de l'alliance germano-austro-hongroise, d'une part, et en Europe, d'autre part.

## Contexte

### Crise dejuillet 1917
Le mois de juillet 1917 est marqué par une évolution institutionnelle de grande ampleur dans le Reich impérial. En effet, la chute de Theobald von Bethmann-Hollweg le 13 juillet crée les conditions de la transformation des chanceliers qui lui succèdent en hommes de paille de l’Oberste Heeresleitung (OHL, Haut-commandement allemand) ; la question des buts de guerre devient un aiguillon pour les Dioscures Paul von Hindenburg et Erich Ludendorff : le chancelier Bethmann-Hollweg accepte les conclusions de la conférence du 23 avril, en définissant ce programme des buts de guerre du Reich comme une « chimère », qui constitue la principale des raisons de sa chute.
Cependant, le chancelier voit les oppositions à sa politique se renforcer au fil des semaines depuis les conférences d'avril et mai 1917 ; une alliance de circonstance regroupe les parlementaires, le Kronprinz Guillaume de Prusse et les Dioscures. Cette alliance déstabilise puis submerge le chancelier, finalement désavoué par l'empereur.
Au terme de cette crise politique, Georg Michaelis, alors commissaire au ravitaillement au sein du cabinet prussien, totalement inconnu de la population, mais pressenti par Theobald von Bethmann-Hollweg sur proposition de Georg von Hertling, se voit nommé chancelier, après consultation de l'empereur auprès d'Erich Ludendorff et Paul von Hindenburg qui apprécient son franc-parler ; ses premières déclarations aux parlementaires font rapidement de lui l'homme lige des deux généraux.

### Désir de sortir du conflit
La prolongation du conflit achève d'épuiser l'Autriche-Hongrie. La gravité de la situation intérieure crée un sentiment de « panique » parmi les dirigeants austro-hongrois, prêts à de nombreuses concessions afin de pouvoir sortir la double monarchie du conflit. Le 13 avril 1917, Ottokar Czernin, le ministre commun des affaires étrangères, adresse au nouvel empereur Charles un état des lieux de l'épuisement économique et militaire de la monarchie danubienne dans son rapport intitulé « La puissance militaire autrichienne en voie de désagrégation ».
Dans le même temps, Charles Ier tente de mener une diplomatie parallèle, appuyée sur la famille de l'impératrice Zita, notamment ses frères et ses cousins ; cependant, ces initiatives échouent en raison de la politique hésitante et indécise de l'empereur qui « reste au milieu du gué », selon les termes d'une lettre d'Ottokar Czernin à István Tisza, ancien premier ministre hongrois.
Face à cette situation préoccupante, les Allemands multiplient les initiatives pour imposer la poursuite du conflit à leur principal allié : envoi de missions officieuses, menées notamment par Matthias Erzberger, financement de partis politiques autrichiens et hongrois favorables au maintien de l'alliance entre le Reich et la double monarchie. De plus, lors d'une audience avec l'ambassadeur austro-hongrois à Berlin, Gottfried de Hohenlohe-Schillingsfürst, l'empereur allemand évoque sans fard le 13 juillet 1917 les projets allemands d'invasion de la double monarchie, en cas d'ouverture de négociations de paix avec les Alliés.
Parallèlement à ces démarches dictées par une situation désespérée, des initiatives se font jour au sein du Reich en vue de l'ouverture de négociations de paix. Cependant, fruit des réflexions de certains responsables politiques et économiques, elles sont rapidement contrées par le maximalisme des ambitions des militaires de l'OHL, hostiles à la négociation d'une « paix de compréhension » défendue par la majorité du Reichstag depuis le 4 août 1914,.
Enfin, dans les jours précédant la conférence, la diplomatie pontificale s'active pour tenter de mettre un terme au conflit. Ainsi, le 1er août 1917 est officiellement publiée une note du pape Benoît XV. Préparée depuis des mois par le Vatican en accord avec le gouvernement du Reich selon l'historienne Annie Lacroix-Riz, elle répond à la fois à la volonté austro-hongroise de mettre un terme au conflit et aux aspirations politiques et territoriales du Reich. Le texte exact de la note pontificale est connu à Vienne le 17 août 1917, selon Jean-Paul Bled ; cependant, ses dispositions principales sont connues des membres de la quadruplice peu de temps avant la rencontre du 1er août 1917.

### Accords de Kreuznach
Depuis l'acceptation par Ottokar Czernin de la note finale reprenant les discussions de Kreuznach le 18 juin 1917, les responsables allemands n'ont de cesse de vider l'accord conclu le 18 mai de son contenu : l'Europe centrale et orientale est ainsi partagée en zones d'influence allemande et austro-hongroise ; cependant, ce partage masque mal la réalité du rapport de force entre les deux alliés, les Allemands tentant de se substituer aux Austro-hongrois.
À Kreuznach, l'Albanie, le Monténégro, la majeure partie de la Serbie et la Valachie sont destinés à rejoindre la sphère d'influence austro-hongroise ; cependant, cette dévolution masque la forte influence économique que le Reich se réserve dans les régions promises à devenir le domaine de la double monarchie.
Les négociateurs allemands réservent pour le Reich la Pologne, promise à un strict contrôle politique, économique et militaire, en dépit de son indépendance formelle, éventuellement placée sous le sceptre de l'archiduc Charles-Étienne de Teschen, cousin de l'empereur-roi ; ils ajoutent aussi le contrôle de certaines voies de chemins de fer stratégiques, en Roumanie et dans les Balkans austro-hongrois.

## Participants

### Négociateurs allemands
La délégation allemande est conduite par le nouveau chancelier du Reich, Georg Michaelis, novice en matière de politique étrangère.
Il est accompagné par le secrétaire d'État aux affaires étrangères, l'expérimenté Arthur Zimmermann,. Ce dernier est secondé par le sous-secrétaire d'État Wilhelm von Stumm, responsable du département économique de son ministère,.

### Négociateurs austro-hongrois
Face au chancelier impérial et à son secrétaire d'État, le ministre austro-hongrois des affaires étrangères, Ottokar Czernin, assisté de ses plus proches collaborateurs, accueille le nouveau chef du gouvernement allemand.
Czernin est notamment assisté de son chef de cabinet, Alexander Hoyos, ainsi que de Ladislas Müller von Szentgyörgyi et Ludwig von Flotow, deux des quatre chefs de section de son ministère,.

## Discussions bilatérales
Les discussions de Vienne abordent trois points essentiels dans les relations entre le Reich et la double monarchie, dans un contexte marqué par une certaine franchise entre participants et par la décrépitude avancée de l'empire des Habsbourg à ce stade du conflit.

### Pessimisme des politiques
Cette conférence germano-austro-hongroise, la première à laquelle participe l'inexpérimenté Georg Michaelis, constitue un moment propice à une analyse sans fard de la situation des puissances centrales, étranglées par le blocus allié, par les restrictions de nourriture, les contingentements des matières premières et par la lente dégradation de la situation militaire.
En effet, le chancelier reprend les analyses de son prédécesseur, Theobald von Bethmann Hollweg, sur le lent épuisement du Reich et de ses alliés, mais refuse d'admettre que la prolongation du conflit ne peut qu'accentuer la défaite du Reich et du bloc d'alliances organisé autour de l'Allemagne.

### Thèmes abordés
La conférence du 1er août constitue l'occasion pour le secrétaire d'État allemand et son homologue austro-hongrois d'aborder les trois principaux points de désaccords entre le Reich et la double monarchie à ce stade du conflit, à savoir, la question de la paix séparée avec la France, la question polonaise et le partage des Balkans en une sphère d'influence allemande et une sphère d'influence austro-hongroise.
La France constitue la cheville ouvrière de la coalition alliée. Son rôle incite les Austro-allemands à tenter de la faire sortir du conflit le plus rapidement possible. Ainsi, la rencontre de Vienne constitue l'occasion d'aborder pour la première fois la mise en œuvre d'un compromis avec la France, sous la forme de transferts de territoires en Alsace et en Lorraine allemandes. Les responsables allemands, informés des initiatives austro-hongroises en direction de la France, se montrent farouchement opposés à tout échange de territoires qui entraînerait la perte de l'Alsace-Lorraine au profit de la France.
La dévolution de la Pologne, lorgnée à la fois par le Reich et la double monarchie, constitue le second objet de la conférence du 1er août ; en effet, depuis les offensives de 1915 et la conquête de la Pologne russe par les puissances centrales, la question de son partage s'avère une pomme de discorde entre les deux alliés, les Dioscures s'opposent à la « solution de la candidature »,, tandis que les responsables austro-hongrois souhaitent le maintien d'une influence commerciale, économique et politique de la double monarchie dans le royaume restauré.
Enfin, le partage des Balkans en zones d'influence allemande et austro-hongroise constitue le troisième et dernier point de discorde entre les responsables des deux empires. Ainsi, la politique allemande dans les Balkans ne laisse pas le gouvernement austro-hongrois indifférent : en Roumanie, les occupants allemands réquisitionnent les pipelines par lesquels est transporté le pétrole roumain ; pour rendre pérenne ces réquisitions et les légaliser, le gouvernement du Reich encourage la création de sociétés dans lesquels les Allemands contrôlent la majorité du capital. De même, les autorités d'occupation tentent d'imposer un nouveau corpus juridique, aligné sur celui du Reich,. Cette politique systématique de prise de contrôle de l'économie d'un pays alors dévolu à la zone d'influence austro-hongroise crée les conditions de frictions entre les deux empires, les Austro-hongrois acceptant difficilement de renoncer à leur zone d'influence au profit du Reich. En Serbie, la présence d'une division allemande permet aux entreprises allemandes non seulement de s'immiscer dans la gestion des matières premières du pays, partagé entre les Austro-hongrois et les Bulgares, mais aussi de contrôler directement les chemins de fer du royaume occupé.

### Propositions austro-hongroises
Face à une situation intérieure de plus en plus incertaine, les responsables austro-hongrois multiplient les initiatives pour tenter d'obtenir l'ouverture de négociations de paix avec les Alliés.
Ainsi, Ottokar Czernin propose, au nom de son empereur, non seulement la cession de la Galicie au nouvel État polonais, mais aussi l'abandon des positions austro-hongroises en Pologne au profit du Reich. En échange de quoi, le Reich négocierait avec les Français d'hypothétiques concessions en Alsace-Lorraine,.
Le ministre austro-hongrois propose également la reprise des négociations économiques avec le Reich en vue de la conclusion d'un accord commercial entre les deux empires, les échanges portant sur la nature des liens économiques et commerciaux ; ainsi, pour faire pièce aux propositions allemandes d'union douanière entre le Reich et la double monarchie, Czernin propose la conclusion d'un accord économique incluant la mise en place de la clause de la nation la plus favorisée.
Enfin, celui-ci propose l'ouverture de négociations avec la France et le Royaume-Uni sur la base du retour au statu quo de 1914 : conscient de l'importante de la Belgique dans la conclusion de la paix, Ottokar Czernin se montre partisan de l'évacuation du royaume et du rétablissement de son indépendance, tout comme il propose le retour au tracé de la frontière française de juillet 1914, suscitant une réaction violente de l'empereur Guillaume et de ses conseillers.

## Issue
À l'issue des échanges entre Czernin, d'une part, Michaelis, Zimmermann et von Stumm d'autre part, un procès-verbal de la rencontre est rédigé par les secrétaires de séance, allemand et austro-hongrois. Il traduit la méfiance qui commence à poindre entre les représentants respectifs des deux empires. De plus, les Austro-hongrois, conscients de l'impossibilité de la conclusion de la paix générale, se contentent alors de proposer des accords partiels destinés à obtenir la sortie de la France, cheville ouvrière de la coalition alliée, du conflit qui entre alors dans sa quatrième année.

### Méfiances mutuelles
Depuis l'arrivée sur le trône de Charles Ier, les responsables de la double monarchie modifient leur attitude dans leurs rapports avec leurs homologues allemands. Ils se montrent moins empressés vis-à-vis du Reich et de sa politique.
Le printemps et l'été 1917 sont marqués par les prémices de ce changement d'attitude : la multiplication des contacts pour tenter d'aplanir les différends, souvent sans succès, l'envoi aux Allemands du rapport sur la situation de l'armée commune et les tentatives de diplomatie parallèle lancées à l'initiative de l'empereur Charles constituent autant de symptômes du désir austro-hongrois d'alléger la tutelle du Reich.
Cette conférence voit cette méfiance, non encore formalisée, devenir palpable, l'arrivée sur le trône d'un nouveau monarque marquant une rupture dans les relations entre le Reich et la double monarchie ; en effet, le jeune empereur modifie la politique de la double monarchie, n'alignant plus de façon aussi systématique que son prédécesseur sa politique sur celle du Reich.

### Permanence des buts de guerre allemands
Les discussions du 1er août 1917 aboutissent à confirmer les objectifs poursuivis par le Reich, les négociateurs allemands refusant catégoriquement les propositions austro-hongroises en vue du rétablissement de la paix.
Dans ce cadre, la conférence constitue une nouvelle occasion pour les responsables allemands de définir et de poursuivre la politique orientale, dans les pays baltes, en Pologne et en Ukraine. Ainsi, reprenant les objectifs formulés à Bingen la veille, les représentants allemands souhaitent encourager l'émergence de mouvements séparatistes en Ukraine et dans les pays baltes : destinés à former des gouvernements indépendants, les membres de ces mouvements, financés par le Reich, sont promis à lier leur État à l'Alleamagne par des accords de longue durée, donnant aux buts de guerre allemands un vernis de soutien local.
En effet, les propositions austro-hongroises, contrecarrant ouvertement les buts de guerre germaniques, sont ainsi écartées sans ménagement, notamment la cession de la Galicie autrichienne à la Pologne, celles-ci entrant en contradiction avec les objectifs allemands de mise sous tutelle de l'Ukraine, affirmés en septembre 1914 par Theobald von Bethmann Hollweg, alors chancelier.
Enfin, la Pologne, la Roumanie et l'Ukraine sont promises à intégrer un vaste ensemble économique sous contrôle du Reich, selon Wilhelm von Stumm, alors sous-secrétaire d'État aux affaires étrangères. Ces objectifs sont simplement évoqués devant Czernin et ses proches, qui ne sont pas dupes des intentions allemandes, mais ne disposent pas de moyens pour s'y opposer autrement qu'en négociant la part d'influence que la double monarchie pourrait conserver dans ce vaste ensemble, agrégé à la Mitteleuropa ainsi agrandie à l'Est.

### Renforcement de l'alliance germano-austro-hongroise
La méfiance réciproque qui anime les rapports entre le Reich et la double monarchie depuis l'avènement de Charles sur les trônes austro-hongrois ne remet pas en cause le rapprochement de plus en plus accentué au fil des mois entre les deux empires.
Ainsi, fidèle à sa politique d'alignement sur la politique du Reich, Ottokar Czernin tente de faire valoir le point de vue de la double monarchie lors des discussions bilatérales, tout en affichant une parfaite concordance de vues avec les positions allemandes dans les prises de positions publiques ; ce positionnement aboutit dans les faits à céder face au Reich à chaque fois que ses interlocuteurs allemands se montrent décidés à défendre fermement les vues du Reich.
Le 1er août, Czernin garantit donc la solidité de l'alliance germano-austro-hongroise, qualifiant de « félonie » toute tentative de négociation avec les Alliés ; il rappelle également à ses interlocuteurs parfaitement informés du délabrement intérieur de l'Autriche-Hongrie, la situation de la double monarchie dont les populations subissent des restrictions depuis l'automne 1914, tentant une nouvelle fois d'infléchir la politique allemande en vue de l'ouverture de négociations de paix avec les Alliés.
Enfin, la planification d'une offensive de rupture sur le front italien, impossible sans un appui allemand substantiel, incite les responsables de l'armée commune à accepter un renforcement de l'alliance germano-austro-hongroise dans l'espoir de parvenir à détacher l'Italie du camp allié. En effet, l'intrusion des Allemands dans la gestion du front des Alpes entraîne un accroissement de la dépendance de la double monarchie vis-à-vis du Reich, rendant ce dernier toujours plus indispensable à la poursuite de l'effort de guerre austro-hongrois.